# Azilum
Az azilum görög eredetű szó, hétköznapi értelemben menedéket, menedékjogot, menhelyet jelent. Az asylia szó védettséget jelent a kifosztástól, megtorlástól, büntethetőségtől. Az ókori Görögországban szentélyek és egyes városok rendelkeztek ilyen joggal. A szó a sylé (zsákmányolás, kifosztás, elrablás) kifejezésből származik.

## Menedékkérők
Több nyelvben ma is fontos szóként szerepel.
Az angol nyelvben az asylum seeker a menedékkérő, aki menekültstátuszra jogosult lehet.

## Lásd még
- Menekült